# NŠ Mura
Nogometna Šola Mura – słoweński klub piłkarski, mający siedzibę w mieście Murska Sobota leżącym na wschodzie kraju.

## Historia
Chronologia nazw:
- 2012: NŠ Mura

Klub piłkarski NŠ Mura został założony w miejscowości Murska Sobota 14 maja 2012 roku. Klub powstał po rozpadzie ND Mura 05, klubu, który grał w pierwszej lidze słoweńskiej, ale zbankrutował i został rozwiązany w 2013 roku. Nowo utworzony klub zaprosił piłkarzy młodzieżowej drużyny poprzednika. Jednak NŠ Mura nie jest prawnie uważany za następcę ND Mura 05, a statystyki i trofea dwóch klubów są oddzielone przez Słoweński Związek Piłki Nożnej.
Latem 2013 zespół rozpoczął występy w 1.MNZ (Medobčinska nogometna zveza). Po zajęciu drugiego miejsca w grupie Maribor awansował w 2014 do 3.SNL. W sezonie 2014/15 zajął trzecie miejsce w grupie wschodniej 3.SNL. W sezonie 2015/16 był drugim. W następnym sezonie ponownie uplasował się na drugim miejscu w grupie wschodniej, jednak tym razem został promowany do 2.SNL. W debiutowym sezonie 2017/18 zwyciężył w lidze i awansował do Prvej ligi.

## Sukcesy

### Trofea międzynarodowe
Nie uczestniczył w rozgrywkach europejskich (stan na 31-05-2018).

### Trofea krajowe
| \| \| Zdobyte trofea w rozgrywkach Słowenii (stan na: 05-06-2021) \| |                                                             |      |          |
| Rozgrywki                                                            | Osiągnięcie                                                 | Razy | Sezon(y) |
| Mistrzostwo                                                          | I miejsce                                                   | 1    | 2020/21  |
| Mistrzostwo                                                          | II miejsce                                                  | 0    |          |
| Mistrzostwo                                                          | III miejsce                                                 | 0    |          |
| Mistrzostwo                                                          | 4. miejsce                                                  | 1    | 2018/19  |
| Puchar                                                               | zdobywca                                                    | 1    | 2019/20  |
| Puchar                                                               | finalista                                                   | 0    |          |
| Puchar                                                               | ćwierćfinalista                                             | 1    | 2017/18  |
| II liga                                                              | I miejsce                                                   | 1    | 2017/18  |
| II liga                                                              | II miejsce                                                  | 0    |          |
| II liga                                                              | III miejsce                                                 | 0    |          |
| Słowenia                                                             | Zdobyte trofea w rozgrywkach Słowenii (stan na: 05-06-2021) |      |          |

- 3. SNL (III poziom):
  - wicemistrz (2): 2015/16 (gr. Vzhod), 2016/17 (gr. Vzhod)
  - 3.miejsce (1): 2014/15 (gr. Vzhod)

## Stadion
Klub rozgrywa swoje mecze domowe na stadionie Fazanerija w Murskiej Sobocie, który może pomieścić 3782 widzów. Został on wybudowany w 1983 roku.

## Europejskie puchary
Legenda do wszystkich tabel:
- Q – runda eliminacyjna, 1/16, 1/8, 1/4, 1/2 – odpowiednia faza rozgrywek, Grupa – runda grupowa, 1r gr – pierwsza runda grupowa, 2r gr – druga runda grupowa, F – finał, R – runda, PO – play-off
- k. – rzuty karne, los. – losowanie, Dogr. – dogrywka, w. – zasada bramek strzelonych na wyjeździe

| Sezon   | Rozgrywki               | Runda   | Klub                   | Dom     | Wyjazd  | Ogólnie     |
| ------- | ----------------------- | ------- | ---------------------- | ------- | ------- | ----------- |
| 2019/20 | Liga Europy             | 1Q      | Maccabi Hajfa          | 2–3     | 0–2     | 2–5         |
| 2020/21 | Liga Europy             | 1Q      | Nõmme Kalju            | 4–0 (W) | 4–0 (W) | 4–0 (W)     |
| 2020/21 | Liga Europy             | 2Q      | Aarhus GF              | 3–0 (D) | 3–0 (D) | 3–0 (D)     |
| 2020/21 | Liga Europy             | 3Q      | PSV Eindhoven          | 1–5 (D) | 1–5 (D) | 1–5 (D)     |
| 2021/22 | Liga Mistrzów           | 1Q      | Shkëndija Tetowo       | 5–0     | 1–0     | 6–0         |
| 2021/22 | Liga Mistrzów           | 2Q      | Łudogorec Razgrad      | 0–0     | 1–3     | 1–3         |
| 2021/22 | Liga Europy             | 3Q      | Žalgiris Wilno         | 0–0     | 1–0     | 1–0         |
| 2021/22 | Liga Europy             | PO      | Sturm Graz             | 1–3     | 0–2     | 1–5         |
| 2021/22 | Liga Konferencji Europy | Grupa G | Vitesse                | 0–2     | 1–3     | 4. miejsce  |
| 2021/22 | Liga Konferencji Europy | Grupa G | Tottenham Hotspur      | 2–1     | 1–5     | 4. miejsce  |
| 2021/22 | Liga Konferencji Europy | Grupa G | Stade Rennais          | 1–2     | 0–1     | 4. miejsce  |
| 2022/23 | Liga Konferencji Europy | 1Q      | Sfîntul Gheorghe       | 2–1     | 2–1     | 4–2         |
| 2022/23 | Liga Konferencji Europy | 2Q      | St. Patrick’s Athletic | 0–0     | 1–1     | 1–1, k: 5–6 |